# عزبة مصطفى حمدي
قرية عزبة مصطفى حمدي هي إحدى القرى التابعة لمركز ملوى بمحافظة المنيا في جمهورية مصر العربية. حسب إحصاءات سنة 2006، بلغ إجمالي السكان في عزبة مصطفى حمدي 3557 نسمة، منهم 1788 رجلا و1769 امرأة.